# Dareka no manazashi
Pour plus de détails, voir Fiche technique et Distribution.
Dareka no manazashi est un film japonais réalisé par Makoto Shinkai, sorti en 2013.

## Fiche technique
- Titre : Dareka no manazashi
- Réalisation : Makoto Shinkai
- Scénario : Makoto Shinkai
- Musique : Daisuke Kashiwa et Akihisa Matsuura
- Photographie : Makoto Shinkai
- Montage : Makoto Shinkai
- Société de production : CoMix Wave Films et The Answer Studio
- Pays :  Japon
- Genre : Animation
- Durée : 7 minutes

## Distribution
- Fumi Hirano : Mii
- Satomi Hanamura : Aya Okamura
- Shinji Ogawa : Kouji Okamura
- Rina Endō
- Hiroshi Shimozaki
- Kuniko Ishijima
- Yuri Fujiwara